# Jonny Gray
Pour les articles homonymes, voir Gray.

a Compétitions nationales et continentales officielles uniquement.

b Matchs officiels uniquement.
Dernière mise à jour le 16 mai 2025.
Jonathan Douglas Gray dit « Jonny Gray », né le 14 mars 1994 à Glasgow est un joueur international écossais de rugby à XV, jouant au poste de deuxième ligne avec l'Union Bordeaux Bègles en Top 14 depuis 2024.
Il est le frère cadet de l'international écossais Richie Gray.

## Biographie

### En club

#### Glasgow Warriors
Jonny Gray signe son premier contrat professionnel avec les Glasgow Warriors en mai 2013, après être entré deux fois en jeu face à Édimbourg et aux Dragons lors de la saison 2012-2013 de Pro12.
Avec son club, il remporte le titre de Pro12 en 2015 en jouant un rôle majeur.
En novembre 2015, à seulement 21 ans, Gray est nommé capitaine des Glasgow Warriors succédant au retraité Alastair Kellock. Il prolonge également pour 3 saisons.
Il devient co-capitaine avec Henry Pyrgos pour la saison 2016-2017. Pour la saison 2017-2018, l'entraîneur Dave Rennie nomme Ryan Wilson capitaine, mais Gray reste un leader de l'équipe.
En 2017, il annonce avoir rejeté une offre de Bristol et prolonge pour 2 saisons avec les Warriors, jusqu'à la fin de saison 2019-2020.

#### Exeter Chiefs
En janvier 2020, les Exeter Chiefs annoncent la signature de Gray pour deux ans à partir de l'été 2020. À Exeter, il retrouve ses coéquipiers en équipe nationale Stuart Hogg, Sam Skinner et Sam Hidalgo-Clyne.
À la suite de la pandémie de Covid-19 qui décale les compétitions, il rejoint les Chiefs à l'été 2020 où il signe un contrat de deux ans, et peut participer à la fin de saison 2019-2020. Ainsi, son club joue dans un premier temps la finale de la Coupe d'Europe contre le Racing 92. Il est titulaire dans ce match qui se termine par une victoire anglaise 31 à 27,. En championnat son équipe est également finaliste. Les Chiefs rencontrent les Wasps. Jonny Gray remplace Jonny Hill en cours de partie et les siens l'emportent 19 à 13 réalisant ainsi le doublé Coupe d'Europe/Championnat,.
En 2020-2021, Exeter se qualifie jusqu'en finale du championnat pour la sixième fois consécutive où il affronte les Harlequins. Pour cette rencontre, Jonny Gray est titulaire en deuxième ligne aux côtés de Jonny Hill. Son équipe est battue de justesse en toute fin de match et s'incline sur le score de 38 à 40,. 
Le 30 avril 2023, il se blesse gravement avec Exeter en Champions Cup, ce qui lui fait manquer la Coupe du monde 2023. 
En décembre 2023, il s'engage avec l'UBB pour la saison 2024-2025. 
Le 23 avril 2024, alors qu'il n'a pas rejoué depuis sa blessure en avril 2023, Exeter annonce son départ anticipé du club avec effet immédiat. 
Jonny Gray s'engage en faveur de l'Union Bordeaux Bègles à partir de la saison 2024-2025. 

### En équipe nationale
Jonny Gray est intégré à l'équipe nationale des moins de 20 ans pour le Tournoi des Six Nations des moins de 20 ans 2012, puis de nouveau en 2013 où il est nommé capitaine,.
Il obtient sa première cape internationale à 19 ans, le 17 novembre 2013 à l’occasion d’un match contre l'équipe d'Afrique du Sud à Édimbourg.

## Statistiques en équipe nationale
- 81 sélections (70 fois titulaire, 11 fois remplaçant)
- 20 points (4 essais)
- Sélections par année : 2 en 2013, 6 en 2014, 11 en 2015, 9 en 2016, 10 en 2017, 9 en 2018, 8 en 2019, 6 en 2020, 3 en 2021, 8 en 2022, 5 en 2023
- Tournois des Six Nations disputés : 2014, 2015, 2016, 2017, 2018, 2019, 2020, 2021, 2022, 2023

En Coupe du monde :
- 2015 : 4 sélections (Japon, Afrique du Sud, Samoa, Australie)
- 2019 : 3 sélections (Irlande, Samoa, Japon)

## Palmarès

### En club
- Glasgow Warriors
  - Finaliste du Pro12 en 2014.
  - Vainqueur du Pro12 en 2015.
- Exeter Chiefs
  - Vainqueur de la Coupe d'Europe en 2020.
  - Vainqueur du Championnat d'Angleterre en 2020.
  - Finaliste du Championnat d'Angleterre en 2021.
- Union Bordeaux-Bègles : 
  - Finaliste du Championnat de France en 2025 avec l'Union Bordeaux Bègles.

### En équipe nationale

#### Tournoi des Six Nations
| Édition                      | Rang | Résultats Écosse | Résultats J. Gray | Matchs J. Gray |
| ---------------------------- | ---- | ---------------- | ----------------- | -------------- |
| Tournoi des Six Nations 2014 | 5    | 1 v, 0 n, 4 d    | 0 v, 0 n, 1 d     | 1/5            |
| Tournoi des Six Nations 2015 | 6    | 0 v, 0 n, 5 d    | 0 v, 0 n, 5 d     | 5/5            |
| Tournoi des Six Nations 2016 | 4    | 2 v, 0 n, 3 d    | 2 v, 0 n, 2 d     | 4/5            |
| Tournoi des Six Nations 2017 | 4    | 3 v, 0 n, 2 d    | 3 v, 0 n, 2 d     | 5/5            |
| Tournoi des Six Nations 2018 | 3    | 3 v, 0 n, 2 d    | 3 v, 0 n, 2 d     | 5/5            |
| Tournoi des Six Nations 2019 | 5    | 1 v, 1 n, 3 d    | 0 v, 1 n, 3 d     | 4/5            |
| Tournoi des Six Nations 2020 | 4    | 3 v, 0 n, 2 d    | 1 v, 0 n, 2 d     | 3/5            |
| Tournoi des Six Nations 2021 | 4    | 3 v, 0 n, 2 d    | 1 v, 0 n, 2 d     | 3/5            |
| Tournoi des Six Nations 2022 | 4    | 2 v, 0 n, 3 d    | 1 v, 0 n, 2 d     | 3/5            |
| Tournoi des Six Nations 2023 | 3    | 3 v, 0 n, 2 d    | 3 v, 0 n, 2 d     | 5/5            |

Légende : v = victoire ; n = match nul ; d = défaite ; la ligne est en gras quand il y a Grand Chelem.

#### Coupe du monde
| Édition                        | Rang            | Résultats Écosse | Résultats J. Gray | Matchs J. Gray |
| ------------------------------ | --------------- | ---------------- | ----------------- | -------------- |
| Angleterre-Pays de Galles 2015 | Quart de finale | 3 v, 0 n, 2 d    | 2 v, 0 n, 2 d     | 4/5            |
| Japon 2019                     | Premier tour    | 2 v, 0 n, 2 d    | 1 v, 0 n, 2 d     | 3/4            |

Légende : v = victoire ; n = match nul ; d = défaite.

### Distinctions individuelles
- John Macphail Scholarship en 2012
- Pro 12 : Meilleur espoir en 2014